# ステアーMPi69
MPi69は、オーストリアのステアー社が設計・製造する短機関銃である。

## 概要
オープンボルト方式の短機関銃で、外観はイスラエル製のUZI短機関銃と非常に似ているが、異なる点も多数あり、UZIよりも単純な火器となっている。レシーバーはプレス加工されたスチール板で、トリガー機構を収めたグリップ・フレームとレシーバーカバーはモールド成形されたナイロン製である。全長を短く設計するためL字型ボルトを採用しており、マガジンはグリップ内に装着する。コッキングレバーはスリングスイベルを兼用しており、スリングを引くことでコッキングすることができる。
射撃モードの選択は、グリップ上部に配置されたクロスボルト式のセレクターとトリガーの引き具合による複合方式を採用している。セレクターが左位置にある場合は、トリガーを軽く引くことでセミオート射撃、引き切ることでフルオート射撃を行うことができる。セレクターが中間位置にある場合はセミオート射撃のみ行うことができ、セレクターが右位置にある場合は射撃できない安全状態となる。
1969年にオーストリア軍に制式採用された。

## 派生型
MPi81
1981年に発表された改良型。コッキングレバーとスリングスイベルの兼用を廃止し、左側面上部に独立したコッキングレバーを配置した。それ以外の構造はMPi69とよく似ており、ほとんどの部品は共用できる。
派生型として、装甲車両のガンポート（銃眼）から射撃するため、長い銃身を備えたファイアリング・ポート・モデルがある。

## 運用国
- オーストリア - オーストリア軍[1]
- ギリシャ[6]
- サウジアラビア[6]
- チュニジア[6]